# Diapaga
Diapaga Tapoa tartomány székhelye Burkina Faso délkeleti részén. A település népessége körülbelül 5000 fő.

## Történelem
Diapaga környékén a gourmantché törzs él. Úgy tartják, hogy a 17. században hauszák alapították. Egy helyi legenda arról szól: az első uralkodó egy óriás pitonon kelt át a Niger-folyón és így jutott a mai település helyére.

## Látnivalók
Két nemzeti park is található a város körül.

## Fordítás
- Ez a szócikk részben vagy egészben  a   Diapaga című angol Wikipédia-szócikk ezen változatának fordításán alapul.  Az eredeti cikk szerkesztőit annak laptörténete sorolja fel. Ez a jelzés csupán a megfogalmazás eredetét és a szerzői jogokat jelzi, nem szolgál a cikkben szereplő információk forrásmegjelöléseként.
- Ez a szócikk részben vagy egészben  a   Diapaga című német Wikipédia-szócikk ezen változatának fordításán alapul.  Az eredeti cikk szerkesztőit annak laptörténete sorolja fel. Ez a jelzés csupán a megfogalmazás eredetét és a szerzői jogokat jelzi, nem szolgál a cikkben szereplő információk forrásmegjelöléseként.